# Strong Europe Tank Challenge

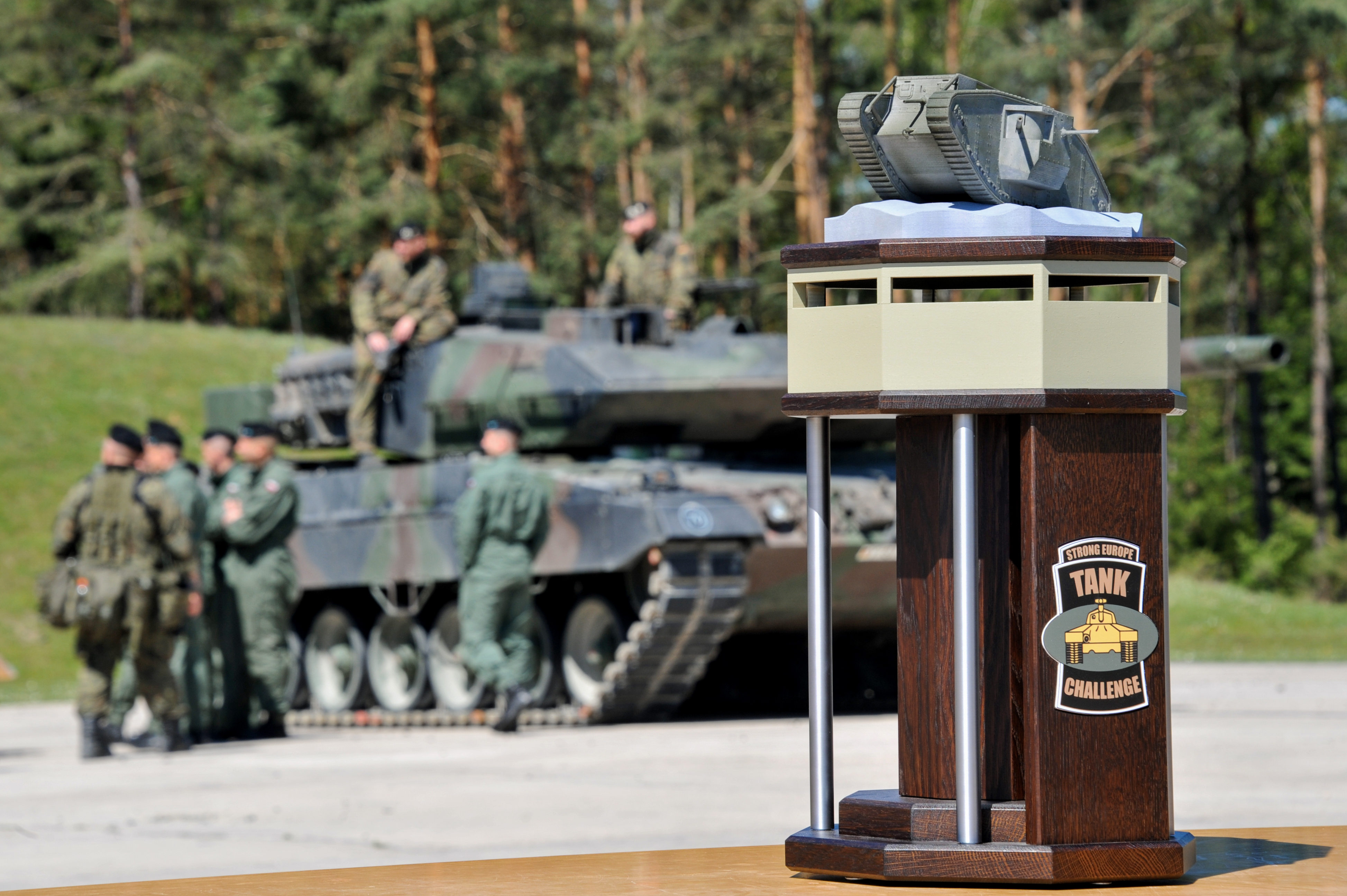
Die Siegertrophäe der SETC 2016, mit einem deutschen Leopard 2A6 im Hintergrund.

Die Strong Europe Tank Challenge (SETC) war ein von 2016 bis 2018 jährlich stattfindender, multinationaler Panzerwettbewerb, der auf dem Truppenübungsplatz Grafenwöhr in Bayern stattfand und von der US Army Europe und der Bundeswehr ausgerichtet wurde. Die Panzerbesatzungen konkurrierten bei defensiven sowie offensiven Einsätzen. Es wurden 12 Einzeldisziplinen mit insgesamt 1.500 zu erreichenden Punkten absolviert.
Ähnliche Veranstaltungen sind der seit 2013 jährlich stattfindende „Panzer Biathlon“ in Russland und die 1963 bis 1991 für NATO-Truppen in Europa ausgelobte Canadian Army Trophy.

## Austragungsmodus
Der Wettkampf bestand für alle Teilnehmer aus diversen Disziplinen, die ein möglichst „gefechtsnahes“ Übungszenario für Panzerkämpfe abbilden sollten. Neben Disziplinen, bei denen das Schießen mit den Panzern im Mittelpunkt stand, wurden auch die körperliche und die mentale Leistungsfähigkeiten der Mannschaften gewertet. Der Wettkampf dauerte fünf Tage.

## Platzierungen
Bei der ersten SETC im Jahr 2016 belegte Deutschland den ersten Platz. 2017 belegte Österreich den ersten Platz, Deutschland den zweiten sowie die USA den dritten Platz. Im Jahr 2018 belegte Deutschland vor Schweden und Österreich erneut den ersten Platz, wobei alle drei mit Leopard-2-Panzern angetreten sind.

### 2016

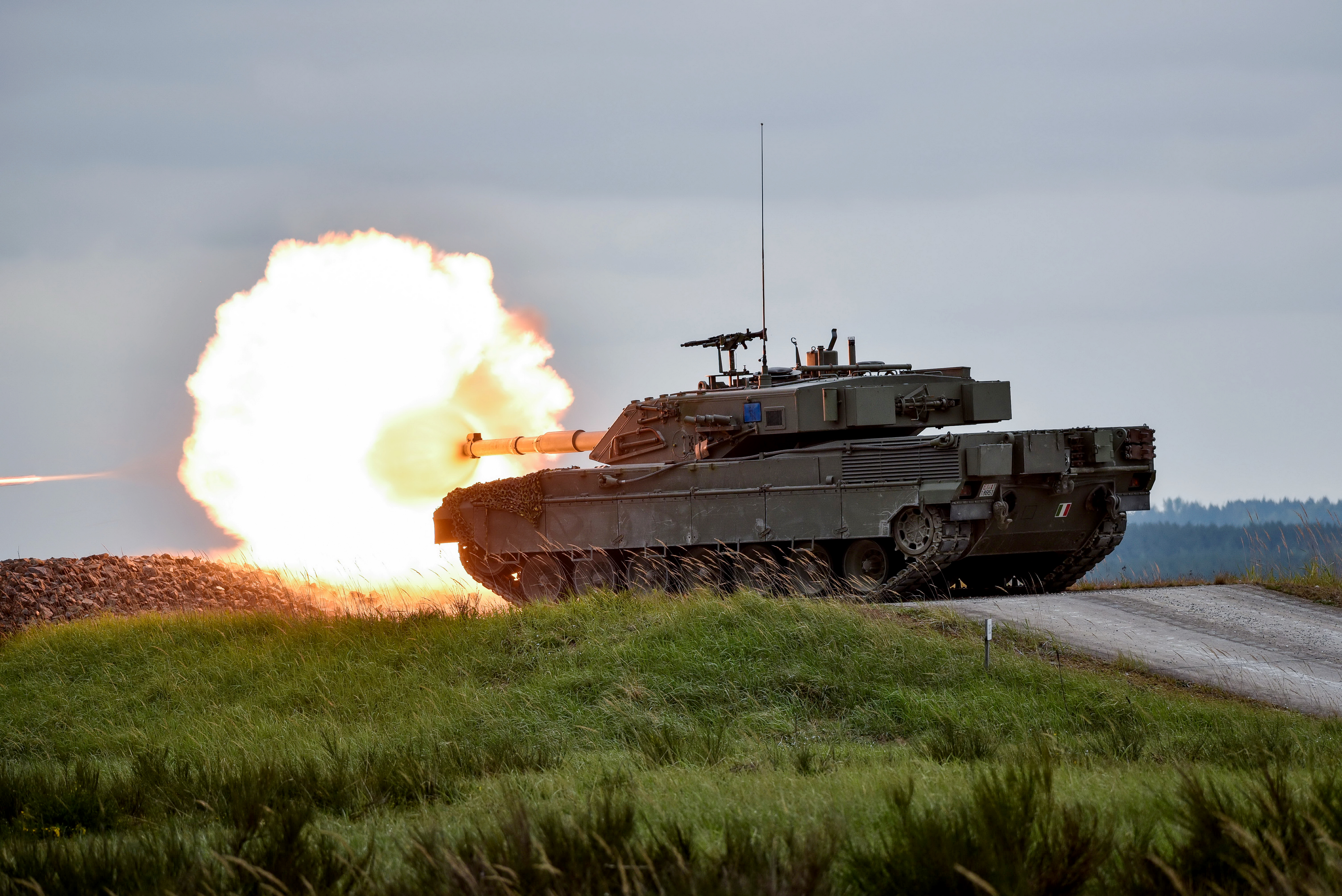
2016: Italienischer Ariete-Panzer beim Feuern

| Platzierung | Land               | Einheit                                       | Panzertyp      |
| ----------- | ------------------ | --------------------------------------------- | -------------- |
| 1.          | Deutschland        | C/ 3. Kompanie, GebirgsPanzerbataillon 8      | Leopard 2A6    |
| 2.          | Dänemark           | 1/ 1st Squadron, 1st Panserbataljon           | Leopard 2A5 DK |
| 3.          | Polen              | 1/ 1st Company, 1st Tank Battalion            | Leopard 2A5    |
| 4.          | Italien            | 1/ 2nd Company, 8th Tank Battalion            | C1 Ariete      |
| 5.          | Vereinigte Staaten | 1/ D Company, 2-7 Infantry                    | M1A2 SEP v2    |
| 6.          | Vereinigte Staaten | 3/ C Company, 2-7 Infantry                    | M1A2 SEP v2    |
| 7.          | Slowenien          | Wolf/ 45th Center for Tracked Combat Vehicles | M-84           |

### 2017

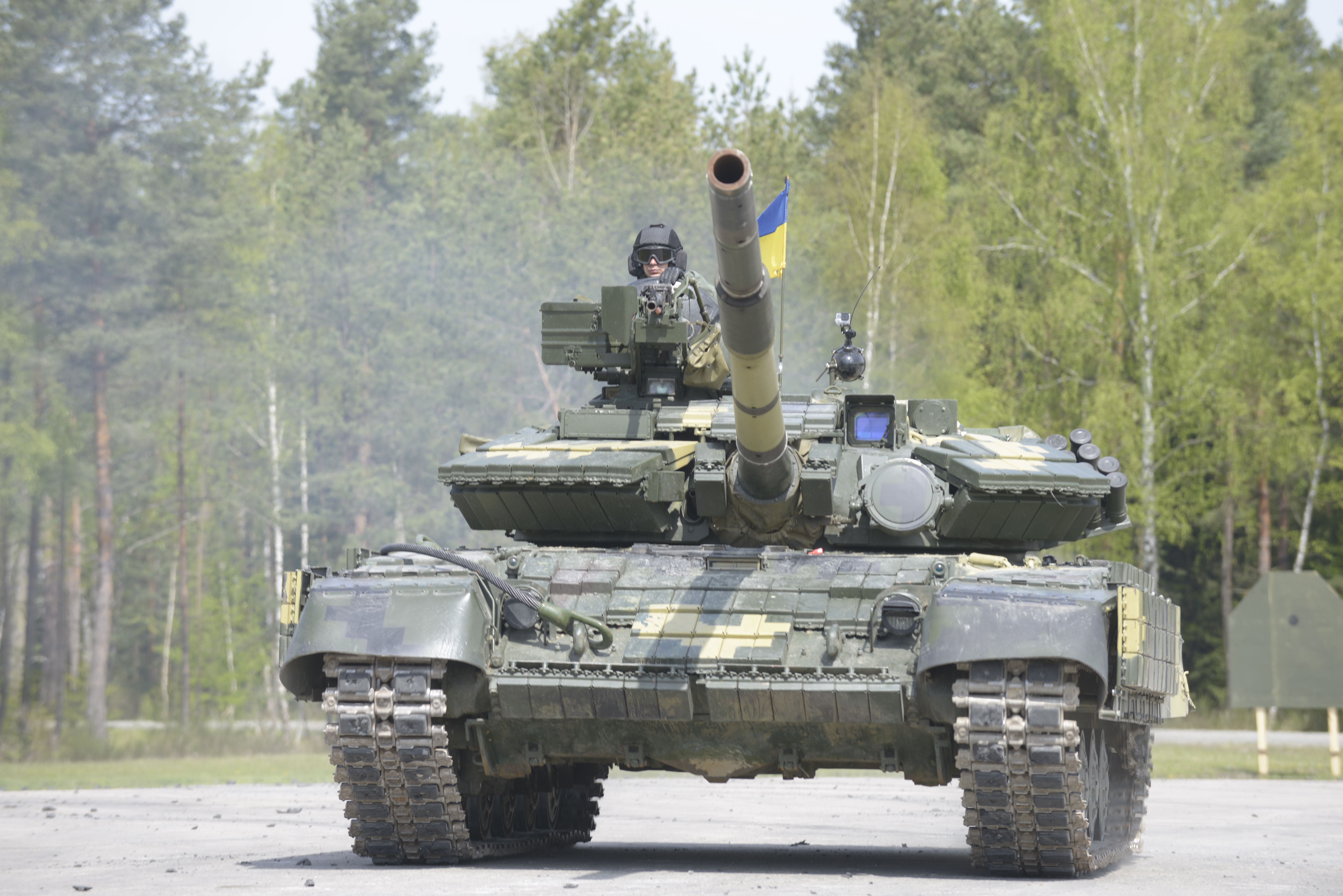
2017: Ukrainischer T-64BV-Panzer

| Platzierung | Land               | Einheit | Panzertyp   |
| ----------- | ------------------ | --- | ----------- |
| 1.          | Österreich         | Panzerbataillon 14                                                                                               | Leopard 2A4 |
| 2.          | Deutschland        | 2. Kompanie, Panzerbataillon 203                                                                                 | Leopard 2A6 |
| 3.          | Vereinigte Staaten | 1st Battalion, 66th Armor Regiment "Iron Knights", 3rd Brigade Combat Team, 4th Infantry Division (Iron Brigade) | M1A2 SEP v2 |
| 4.          | Frankreich         | | Leclerc     |
| 5.          | Ukraine            | | T-64BV      |
| 6.          | Polen              | | Leopard 2A5 |

### 2018
| Platzierung | Land                   | Einheit                                                     | Panzertyp    | Erreichte Punktzahl |
| ----------- | ---------------------- | ----------------------------------------------------------- | ------------ | ------------------- |
| 1.          | Deutschland            | 3. Kompanie, Panzerbataillon 393                            | Leopard 2A6  | 1450                |
| 2.          | Schweden               | Wartofta Tank Company, Skaraborg Regiment                   | Strv 122     | 1411                |
| 3.          | Österreich             | KPE/PzB14                                                   | Leopard 2A4  | 1321                |
| 4.          | Frankreich             | 1er régiment de chasseurs                                   | Leclerc      | 1186                |
| 5.          | Polen                  | 34th Armoured Cavalry Brigade                               | Leopard 2A5  | 1151                |
| 6.          | Vereinigtes Königreich | The Queen’s Royal Hussars (The Queen’s Own and Royal Irish) | Challenger 2 | 1140                |
| 7.          | Vereinigte Staaten     | 2-70 Armor, 2nd Brigade, 1st Infantry Division              | M1A2 SEP v2  | 1110                |
| 8.          | Ukraine                | 14. Mechanisierte Brigade                                   | T-84 Oplot   | 950                 |

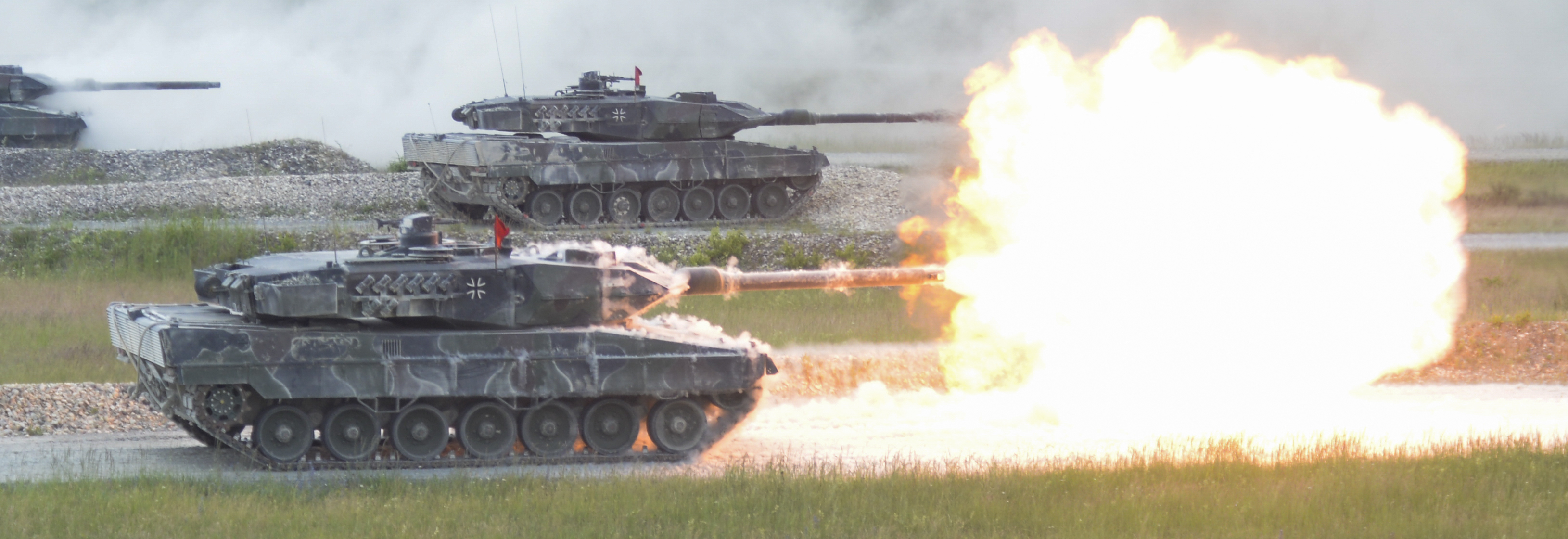
2018: Deutsche Leopard-2A6-Panzer beim Feuern

Die Veranstaltung wurde 2021 wegen der COVID-19-Pandemie abgesagt.